# Казахстанський сільський округ (Єнбекшиказахський район)
Казахста́нський сільський округ (каз. Қазақстан ауылдық округі, рос. Казахстанский сельский округ) — адміністративна одиниця у складі Єнбекшиказахського району Алматинської області Казахстану. Адміністративний центр — село Казахстан.
Населення — 9116 осіб (2021; 8150 у 2009, 6410 у 1999, 6249 у 1989).
Станом на 1989 рік існувала Казахстанська сільська рада (села Ашибулак, Бургансу, Жанатурмис, Казахстан) колишнього Чиліцького району.

## Склад
До складу округу входять такі населені пункти:
| Населений пункт               | Населення, осіб (1989) | Населення, осіб (1999) | Населення, осіб (2009) | Населення, осіб (2021) |
| ----------------------------- | ---------------------- | ---------------------- | ---------------------- | ---------------------- |
| Ащибулак, село                | 2466                   | 2445                   | 2767                   | 2685                   |
| --Бургансу, село              | 20                     | -                      | 1                      | 9                      |
| --Тасбастау                   | -                      | -                      | -                      | 7                      |
| імені Жолдубая Кайипова, село | 1732                   | 1678                   | 2332                   | 2500                   |
| --Єжетайбаз                   | -                      | -                      | -                      | 9                      |
| Казахстан, село               | 2031                   | 2287                   | 3050                   | 3906                   |